# 井手光治
井手 光治（いで みつじ、1905年（明治38年）1月26日 - 1986年（昭和61年）12月30日）は、昭和期の公吏、政治家、実業家。衆議院議員（1期）、芝区長、港区長（公選初代）

## 経歴
長崎県出身。1924年（大正13年）長崎商業学校（現長崎市立長崎商業高等学校）を卒業。その後、早稲田専門学校で学んだ。
東京市役所に入り事務員となる。その後、東京都制施行に伴い東京都事務官に就任。1945年（昭和20年）12月、芝区長に就任。1947年（昭和22年）4月、公選初代港区長に選出された。
1949年（昭和24年）1月の第24回衆議院議員総選挙で東京都第1区から民主自由党公認で立候補して当選し、衆議院議員に1期在任した。その後、第25回、第26回総選挙に立候補したがいずれも落選した。
1981年（昭和56年）11月の秋の叙勲で勲四等に叙され、旭日小綬章を受章する。
その他、新橋商事取締役社長、東港汽船取締役社長などを務めた。
1986年（昭和61年）12月30日、死去した。81歳没。翌1987年1月9日、特旨を以て位三級を追陞され、死没日付をもって正七位から従五位に叙された。